# Lukas Nerurkar
Lukas Nerurkar (* 14. November 2003 in Addis Abeba) ist ein britischer Radrennfahrer, der auf der Straße aktiv ist.

## Sportlicher Werdegang
Nerurkar wuchs in Äthiopien auf und begann seine sportliche Karriere in der Leichtathletik, wo er bis zum 16. Lebensjahr an Laufwettbewerben über die Langstrecke teilnahm. Im Radsport trat er international erstmals in der Saison 2021 in Erscheinung. Mit dem Wechsel in die U23 wurde er 2022 Mitglied im britischen UCI Continental Team Trinity Racing. Nachdem er 2022 noch ohne nennenswerte Ergebnisse fuhr, startete er in die Saison 2023 mit einem sechsten Gesamtrang bei Gran Camiño. Seinen ersten internationalen Sieg erzielte er mit der Nationalmannschaft beim Orlen Nations Grand Prix, bei dem er die Bergankunft der zweiten Etappe gewann. Höhepunkt der Saison war der anschließende Etappenerfolg auf der fünften Etappe des Giro Next Gen.
Zur Saison 2024 erhielt Nerurkar einen Vertrag beim UCI WorldTeam EF Education-EasyPost. Mit einem zweiten Etappenrang bei der Settimana Internazionale Coppi e Bartali verpasste er knapp den ersten Sieg als Radprofi. Weitere Spitzenresultaten waren der vierte Platz bei Eschborn–Frankfurt sowie jeweils ein dritter Etppenplatz beim Critérium du Dauphiné und bei der Polen-Rundfahrt auf der UCI WorldTour. Zum Abschluss der Saison stand er bei der Tour de Kyushu bei allen drei Etappen auf dem Podium und beenbdete die Rundfahrt als Gesamtzweiter.

## Familie
Lukas Nerurkar ist der Sohn des ehemaligen britischen Langstreckenläufers Richard Nerurkar.

## Erfolge
2023
- Nachwuchswertung Gran Camiño
- eine Etappe Orlen Nations Grand Prix
- eine Etappe Giro Next Gen